# Campeones
Campeones és una comèdia dramàtica espanyola del 2018 dirigida per Javier Fesser.

## Argument
Marco Montes és l'entrenador adjunt de l'equip de bàsquet de l'Estudiantes Madrid en la Lliga ACB. Personatge arrogant i de males maneres, acaba per ser acomiadat del seu treball després d'un altercat en mig d'un partit amb l'entrenador principal de l'equip. Paral·lelament, la parella no va bé perquè Sonia, la seva companya, desitja un nen, però el tergiversa i fuig d'aquesta responsabilitat. Un vespre, s'emborratxa en un bar i agafa el cotxe. És llavors responsable d'un accident de trànsit. Detingut en estat d'embriaguesa avançada, li cau una severa multa. Ha d'escollir entre dos anys de presó o 90 dies de treball d'interès general en el si d'un equip de bàsquet anomenat "Los amigos" i constituït d'esportistes principiants discapacitats. Després de rebutjar inicialment la idea, acaba per plegar-s'hi a contracor, fins a descobrir que pot aprendre molt del món de la discapacitació. A poc a poc, l'equip esdevé cada vegada més competitiu i es qualifica per al campionat nacional.

## Repartiment
- Javier Gutiérrez Álvarez: Marco Montes, l'entrenador de bàsquet
- Juan Margallo: Julio, el responsable de l'equip de bàsquet "Los amigos"
- Athenea Mata: Sonia, la companya de Marco
- Luisa Gavasa: Amparo
- Daniel Freire: Paco Carrascosa, l'entrenador del Estudiantes Madrid
- Itziar Castro: la mare del jugador de bàsquet Jesús
- els jugadors de bàsquet de l'equip "Los amigos" (actors ocasionals)
  - Jesús Vidal: Marín, l'interventor de pàrquing
  - Gloria Ramos: Collantes, la jugadora de bàsquet
  - José de Luna[2]
  - Sergio Olmo, Jesús Lago Solís, Fran Fuentes, Roberto Chinchilla, Stefan López, Juliol Fernández, Alberto Nieto Fernández[3]

## Rodatge
El film ha estat rodat durant aproximadament nou setmanes a diverses zones de la Comunitat de Madrid i a la província de Huelva.
Durant les primeres seqüències del film, l'acció té lloc en un autèntic partit de bàsquet de la Lliga ACB on s'enfronten l Estudiantes Madrid i l'Iberostar Tenerife. L'internacional francès Edwin Jackson apareix en un cameo.

## Box-office
A Espanya, la primera setmana de projecció supera els 250.000 espectadors i informa una suma estimada de 1.977.994 euros.

## Premis i nominacions
- Goyas 2019[5][6]
  - Goya a la millor pel·lícula.
  - Goya al millor actor revelació per a Jesús Vidal.
  - Premi Goya de la millor cançó original per a Este es el momento de Coque Malla.

## Crítica
- "La millor de la seva filmografia [de Fesser] (...) molt divertida i recomanable per veure amb nois. (…) Puntuació: ★★★★ (sobre 5)"[7]
- "És tan previsible com finalment irresistible, encara que els seus 124 minuts són exagerats. D'aquestes pel·lícules familiars que apunten al cor i aconsegueixen que alguna llàgrima inevitablement corri per les nostres galtes. (...) Puntuació: ★★★ (sobre 5)"[8]
- "Les nobles intencions d'aquesta pel·lícula enviada per Espanya als Oscar no aconsegueixen fer digerir la seva èpica edulcorada."[9]